# Устакасы
Устакасы́ (чув. Ăстакасси) — деревня в Чебоксарском районе Чувашской Республики. Входит в состав Синьяльского сельского поселения.

## География
Находится в северной части Чувашии на расстоянии менее 2 км на север по прямой от районного центра поселка Кугеси.

## История
Известна с 1858 года, когда в ней было 97 жителей. В 1897 году было 128 жителей, в 1926 — 37 дворов, 183 жителя, в 1939—168 жителей, 1979 — 72. В 2002 году 27 дворов, 2010 — 29 домохозяйств. В период коллективизации был организован колхоз «Красный командир», в 2010 году действовал СХПК им. Кадыкова.

## Население
Постоянное население составляло 55 человек (чуваши 96 %) в 2002 году, 70 в 2010.